# 연형묵
연형묵(延亨默, 1931년 11월 3일 ~ 2005년 10월 22일)은 조선민주주의인민공화국의 정치가이다. 내각 부총리, 조선로동당 정치국 후보위원 겸 국방위원회 부위원장을 역임하였다.
그는 만주에서 항일무장투쟁을 하다가 전사한 독립군의 자녀를 위해 설립한 만경대혁명학원에서 수학하였다.
체코슬로바키아의 프라하공과대학교에서 유학하였으며, 1970년에 조선로동당 당비서에 취임했다. 1989년에 조선민주주의인민공화국 내각 총리에 취임하였으며, 당 비서는 해임되었다. 1991년 남북 고위급회담 북측 수석대표로 대한민국을 방문하였다.
연형묵 전 총리는 총리 재임 기간 동안 경제개혁을 실시했지만, 이미 정권을 장악한 김정일 국방위원장은 개혁에 대해서 부정적이었다. 결국 개혁은 실패하고 1992년 12월 총리직에서 해임당했다. 총리직 해임 후 조선로동당 자강도당 책임비서로 강등 당하는 수모를 겪었다.
1994년 김일성 사망 이후 군과 군수공업에 대한 김정일의 관심이 집중되고 자강도 군수공장들에 대한 현지시찰이 잦아지면서 다시 김정일의 신임을 받게 되었고, 1998년 1월 로력영웅 칭호를 받았다.
2003년 9월부터 국방위원회 부위원장으로 활동하였다. 2005년 10월 22일 지병인 췌장암으로 사망하였다.

## 법규 제정

### 8.3 인민소비품 생산 및 처리에 관한 규정[6]
1989년 5월 정무원 총리 연형묵은 8.3 인민소비품 생산 및 처리에 관한 규정을 제정하였고 8․3 인민소비품의 생산과 처리에 관한 지도는 중앙의 경제관리기구가 아니라 도, 시, 군 행정경제위원회와 해당 기관, 기업소가 하게 되어 있다. 
8.3 인민소비품은 기관, 기업소, 협동단체와 가내작업반 부업반, 가내편의서비스직원들이 지방의 유휴자재와 폐기물, 부산물을 동원 이용하여 만든 국가계획에 없는 제품이다. 
기관, 기업소, 협동단체는 생활필수품을 전문적으로 생산하는 직장이나 작업반을 만들어 계획과 계약에 맞물려있지 않은 부산물, 폐기물, 지방원료, 자재 등을 이용해 자체적으로 8.3 인민소비품을 생산할 수 있다.
도, 시, 군 행정경제위원회와 해당 기관, 기업소들이 연로자, 부인들로 가내생산협동조합, 가내작업반, 부업반 같은 생산자 대열을 많이 조직하여야 한다.
이러한 가내작업반과 부업반의 업종선택의 기본은 주민들의 수요가 많은 일용세소상품, 식료품 가공, 편의서비스업종이며 8.3 인민소비품은 국가 계획의 지표를 받는 것이 아니기 때문에 원칙적으로 중앙의 생산 할당과 원료조달 등에서 벗어나 있다.
8.3 인민소비품의 공업생산액실적은 합의가격에서 상업부과금과 국가납부금을 빼고 남은 돈으로 계산하며 노동용량실적은 해당 기관, 기업소에서 자체로 정한 작업정량시간에 의하여 계산한다고 밝혔다.
판매수입금에서 임금을 포함한 원가를 빼고 남은 돈으로 나머지를 상금과 8.3 인민소비품을 늘리는 데와 임금의 지불 원천으로 쓸 수 있다.
8.3 인민소비품은 해당 거주 지역 시, 군 직매점에서 파는 것을 원칙으로 하되 자기 지역주민들의 수요를 충족시키고 남아서 사지 않을 때에는 다른 시, 군 직매점에 넘길 수 있다. 또한 기관, 기업소 협동단체는 생산한 8.3 인민소비품의 30% 범위에서 자체 직매점 또는 시, 군 직매점을 통하여 종업원들에게 팔아줄 수 있으며 8.3 인민소비품의 가격은 원가보다 떨어지지 않는 범위에서 생산자들과 합의하여 정한다.

### 가내작업반, 부업반 및 가내편의서비스업 관리운영규정 제정[7]
1989년 8월 정무원 총리 연형묵은 1989년 8월 11일 정무원에서 발표한 민주조선에서 가내작업반, 부업반, 가내편의서비스업 관리운영규정이 발표가 되어 큰 파장을 낳고 있으며 특히 가내작업반 관리운영규정을 세심히 살피자면 가내작업반을 사실상 사적기업설립권으로 인정을 하게 되었다.
특히 가내작업반, 부업반, 가내편의서비스업 등은 각급 기관, 기업소, 협동단체와 노동자구, 동의 인민반에서 가정주부와 노인을 동원하여 조직한 노동조직으로 생필품 및 식료품의 생산과 판매에 종사한다고 되어 있으며 규정의 적용대상이 기관, 기업소, 협동단체와 노동자구, 동의 인민반과 같은 데에 조직된 가내작업반, 부업반, 가내편의서비스업, 협동조합식당, 가내축산반이라고 되어 있다.
가내편의서비스업은 가내편의서비스관리소에 등록되어 하는 것을 기본으로 하며 관리소는 가내편의서비스업의 등록 및 영업 허가를 하며 가내편의서비스활동을 감독 및 통제한다.
가내작업반과 부업반은 노동자, 사무원의 부양가족인 가정부인과 연로자들로 구성하며 규모는 3명 이상이 원칙이며 가내작업반, 부업반을 조직하거나 가내편의서비스직원으로 등록하려는 기관, 기업소, 협동단체와 공민은 소속에 관계없이, 읍, 노동자구, 동, 리 사무소의 합의를 받아야 한다.
해당 도, 시, 군 행정경제위원회는 이것을 검토하고 승인한 다음 허가증을 내주고 해당 가내작업반, 부업반의 성원과 가내편의서비스직원에게 증명서를 발급하도록 되어 있다.
이미 승인받은 가내편의서비스업종을 변경하려고 할 경우에는 도, 시, 군 행정경제위원회에 가내편의서비스업변경신청서를 내어 승인을 받아야 하며 가내편의서비스업과 같은 조직에서 중요한 것은 가내편의서비스업 성원이 적기에 등록하는 것이다.
자원성에 의거하여 집에서 쉬고 있는 사람으로 조직된 경리형태로써 생산 및 과제수행에 대한 의무성이 법적 성격을 띠지 않으며 작업반원이 공동출자금으로 낸 출자금이 자체경영운영자금이고 국가예산 밖에서 생산활동이 진행되며 원료, 자재를 자체로 해결함으로 국가 계획에 의해 보장되지 않는다.
작업반원이 공동출자금으로 낸 출자금이 자체경영운영자금이고 국가예산 밖에서 생산활동이 진행되며 원료, 자재를 자체로 해결함으로 국가 계획에 의해 보장되지 않는다고 밝혔다.
가내편의서비스업장에는 가내편의서비스업종을 표시한 간판과 영업허가증을 붙이거나 걸어놓아야 하며 간판의 형식과 규격은 광고와 관련한 법규에 맞게 하여야 한다.

### 사회주의 상업법 1992년 제정[8]
연형묵이 정무원 총리로 재직할 시절 8.3 인민소비품 생산 규정으로 인하여 1989년부터 현재인 2020년까지 한번도 중단되지 않고 가내작업반이 유지될 수 있도록 허가를 하였다.
하지만 결국 제대로된 법안이 설립이 되지 못하여 조선민주주의인민공화국의 내각의 규정으로 존재만 하여 결국 상업법의 개정이 절실히 중요하였고 이때 사회주의 상업법을 개정을 하였으며 이때 2004년에 사회주의 상업법에 가내작업반에 대한 법안이 수록되었다.
중앙상업지도기관과 지방정권기관은 주민지역의 특성과 주민의 수요에 맞게 전문, 종합서비스망을 합리적으로 배치하며 서비스 업종을 실정에 맞게 정해주어야 한다고 되어 있으며 상점, 식당, 서비스업소를 운영하려는 해당 기관과 기업소 및 협동 단체는 해당 상업지도기관의 영업허가를 받아야 하며 영업활동을 정해진 질서대로 하여야 한다고 수록이 되어 있다.
지방정권기관과 편의봉사기관과 기업소 및 협동 단체는 편의서비스 가내작업반과 가내편의서비스직원을 널리 운영하여야 한다고 되어 있으며 편의서비스 가내작업반과 가내편의서비스직원의 조직과 배치는 상업지도기관이 하게 되어 있다.
국가계획기관과 무역기관, 해당 기관은 편의서비스용 자재와 부속품을 계획에 맞물려 보장하고 상업지도기관은 편의서비스용 자재, 부속품을 정상적으로 공급하여야 한다고 되어 있어 현재 가내작업반이 서로 무역을 하며 자재를 공급받을 수 있도록 법적으로 허용이 되어 있다.

## 평가

### 시장경제의 부분적 승인 허용
김정일은 1984년 3월에 독립채산제에 관한 규정을 현실의 요구에 맞도록 한층 더 완성시켜 기업에서 독립채산제를 철저히 구현하도록 하지 않으면 안된다고 지시했다.
기업은 이윤의 일부 즉 최대 초과 이윤의 50%를 기업 내에 유보하여 그것을 고정자본투자, 유동자금, 보너스 등에 쓸 수 있게 되어 있으며 기업소기금 적립 한도액의 비율은 1970년대까지는 초과 이윤의 20%의 기업소 기금을 유보할 수 있도록 하였다.
하지만 1986년 4월의 정무원 결정 제20호에 의해 초과이윤에서 기업소 기금을 적립하는 한도액이 50%까지 증액되었으며 이때 계획외 생산을 인정을 하였다.
8.3 인민소비품생산운동의 경우 생산품목의 결정, 판매가격의 설정에 관해 기업 측에 자율성이 부여되어 있으며 기업은 이 운동으로 번수입의 일부를 국가에 바쳐야 하는 의무를 지고 있으며 지역에 따라 수입의 20 - 25%를 국가에 바쳐야 한다.
8.3 인민소비품의 생산은 국가로부터 기업에게 내려오는 계획과제에 포함되어 있으며 이것은 금액지표의 것이며 예를 들면 기업은 종업원 1인당 매월 5원씩 8.3 인민소비품창조운동으로 벌도록 지시가 내려오지만 어떤 품목을 생산할 것인가에 대해서 기본적으로 가내작업반에 맡겨져 있다.
가격은 사실상 합의가격으로 되어 있으며 직매점에 나와 있는 상품은 수요자와 가격을 교섭하여 합의에 도달하면 그 가격으로 팔 수 있으며 기업은 자신의 8.3 소비품이 잘 팔리지 않으면 할인하고 자신의 제품이 잘 팔리면 인상을 한다.
가내작업반 관리운영규정은 그 적용대상이 기관과 기업소 및 협동단체와 노동자구와 동의 인민반에 조직된 가내작업반, 부업반, 가내편의서비스원, 협동조합식당, 가내축산반이라고 명기되어 있다.
가내작업반 관리운영규정에는 이것 외에 식료품 가공 및 생산의 확대가 등장한다는 점은 주목할 만하고 가내작업반, 부업반, 가내편의서비스원, 협동조합식당, 가내축산반이 생산한 제품은 생산자와 직매점간의 합의에 의한 가격으로 정한다.
주민의 개별주문에 의해 서비스한 때는 그 가격을 당사자간의 합의에 의해 정한다고 되어 있으며 이들 조직의 규모는 3명 이상이라고 되어있다.